# Le Haut-Saint-Laurent
Le Haut-Saint-Laurent – regionalna gmina hrabstwa (MRC) w regionie administracyjnym Montérégie prowincji Quebec, w Kanadzie. Stolicą jest miasto Huntingdon. Składa się z 13 gmin: 1 miasta, 3 gmin, 1 wsi, 3 parafii i 5 kantonów.
Le Haut-Saint-Laurent ma 21 197 mieszkańców. Język francuski jest językiem ojczystym dla 67,7%, angielski dla 29,8% mieszkańców (2011).